# Twee meisjes in de sneeuw

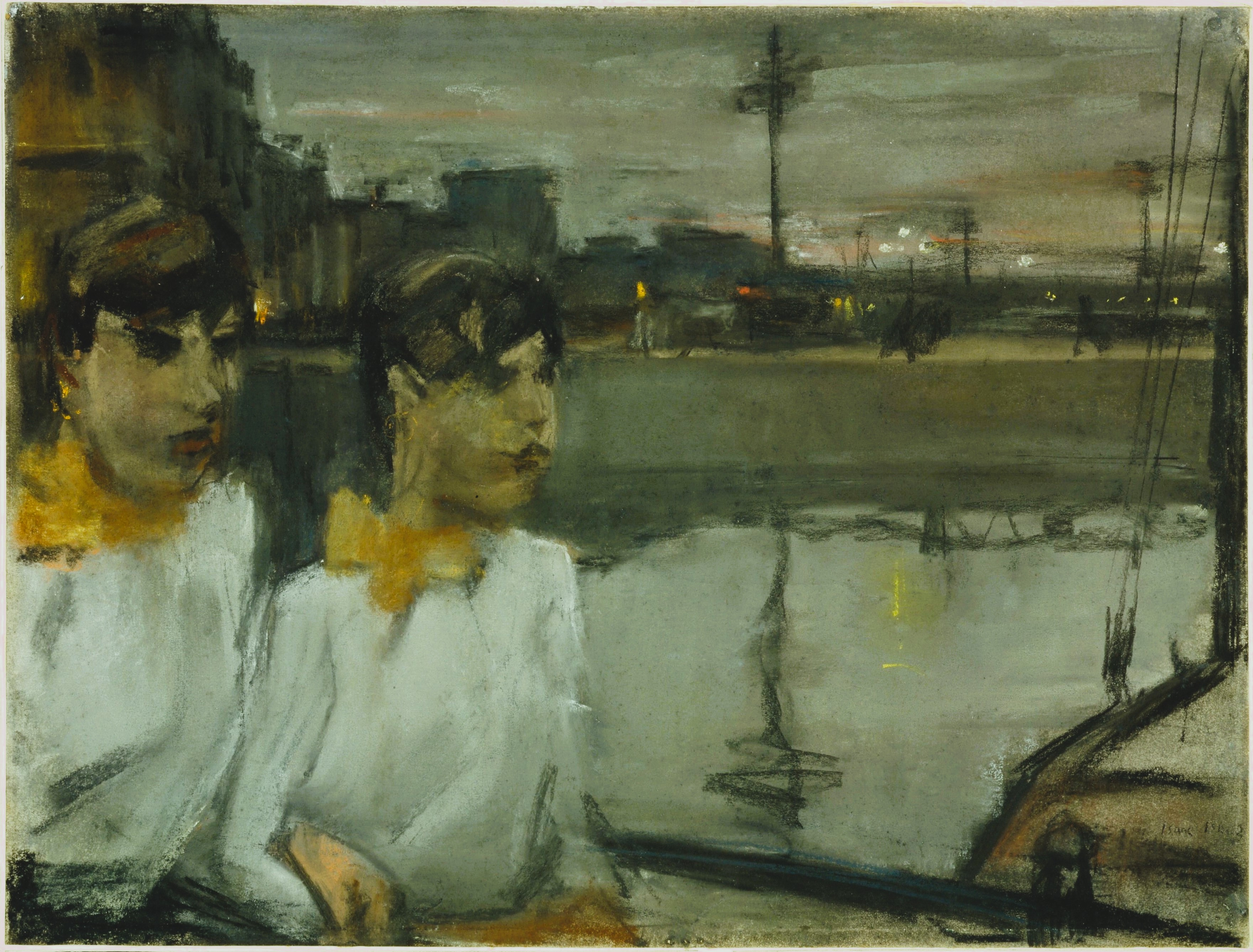
Meisjes langs de Prins Hendrikkade, 1892-1894, nog een schilderij van twee 'straatmeisjes'

Twee meisjes in de sneeuw is een schilderij van de Nederlandse kunstschilder Isaac Israëls, geschilderd tussen circa 1890 en circa 1894, olieverf op paneel, 65 x 36 centimeter. Het toont fabrieks- of ateliermeisjes 'in het voorbijgaan' op straat, geschilderd in een impressionistische stijl. Het behoort sinds 1917 tot de collectie van het Rijksmuseum te Amsterdam.

## Context
Isaac Israëls was de zoon van de Haagse Scholer Jozef Israëls en verhuisde in 1871 met zijn vader van Amsterdam naar Den Haag, waar hij zijn opleiding kreeg. In de eerste helft van de jaren 1880 maakte hij naam met een aantal naturalistische werken met vaak militaire onderwerpen, waarmee hij onder andere exposeerde in de Parijse salon. Ondanks deze veelbelovende start meende hij echter dat zijn opleiding nog niet voltooid was en samen met George Hendrik Breitner schreef hij zich in 1886 in bij de Rijksakademie van beeldende kunsten te Amsterdam. Na een jaar werd hij echter van de opleiding weggestuurd omdat hij volleerd zou zijn. Zijn terugkeer naar Amsterdam, waar hij zich aansloot bij de beweging van de Tachtigers, beviel hem echter uitstekend en hij besloot om zich er definitief te vestigen. Onder invloed van de boeken van Émile Zola en de Franse impressionisten, die hij in Parijs had gezien, zou hij in de daarop volgende jaren het woelige leven van de stad vastleggen. In zijn streven om bepaalde karakteristieke momenten zo goed mogelijk weer te geven, herhaalde hij vaak dezelfde onderwerpen. Talloze schetsboekjes met snelle alledaagse taferelen op straat en in cafés getuigen hiervan. Zijn schilderijen uit de periode 1887-1894 zijn redelijk schaars: vaak was hij niet tevreden en vernietigde hij het werk of schilderde het over.

## Afbeelding
Een van Israëls schaars bewaard gebleven schilderijen uit de beginjaren 1890, waarover hij dus blijkbaar wel tevreden was, is Twee meisjes in de sneeuw. Het toont twee fabrieks- of ateliermeisjes, ten voeten uit, als het ware 'betrapt' in het voorbijgaan op straat. De twee jonge vrouwen, gehuld in wollen sjalen, met kleurige jackjes en witte schorten, exposeren klaarblijkelijk maar een kort moment in de kou. Ze staan er wat lacherig bij, bijna wantrouwend ook. Op de achtergrond is met grote kleurvlakken de stedelijke bebouwing weergegeven.
Twee meisjes in de sneeuw is geschilderd in een losse, brede impressionistische stijl. Typerend zijn de geraffineerde kleurtoetsen en de intimiteit van de compositie. Gezien de directheid van het tafereel, lijkt het erop dat het werk 'en plein air' is geschilderd. Dit is opmerkenswaard omdat van Israëls bekend is dat hij pas eind jaren 1890 voor het eerst regelmatig met zijn schildersezel in de stad was te zien. Mogelijk is dit werk een eerste proeve. Het valt echter niet uit te sluiten dat het schilderij op basis van een schets toch in zijn atelier is uitgewerkt.
Onder de schaarse schilderwerken uit de periode 1890 - 1894 die van Israëls bewaard zijn gebleven, bevinden zich nog enkele werken waarin 'straatmeisjes' figureren, vaak als tweetal, klaarblijkelijk telkens onverwacht geportretteerd door de kunstenaar, als maakte hij een foto.

## Herkomst
Twee meisjes in de sneeuw werd in 1904 van Israëls zelf gekocht door het kunstverzamelaars-echtpaar Drucker-Fraser. In 1917 stond het het in bruikleen af aan het Rijksmuseum te Amsterdam. In 1944 werd het gelegateerd aan het Rijksmuseum.